# Mistrovství Evropy v zápasu řecko-římském 1988
Mistrovství Evropy v zápasu řecko-římském 1988 se konalo v norském Kolbotnu.

## Výsledky

### Muži
| Kategorie | Zlato               | Stříbro         | Bronz            |
| --------- | ------------------- | --------------- | ---------------- |
| 48 kg     | Lars Rønningen      | Serguei Suvorov | Bratan Cenov     |
| 52 kg     | Alexandr Ignatenko  | Jon Rønningen   | Valentin Krumov  |
| 57 kg     | Alexandr Shestakov  | Stojan Balov    | András Sike      |
| 62 kg     | Jenő Bódi           | Nencho Nenchev  | Arutjun Rubenjan |
| 68 kg     | Attila Repka        | Petrică Cărare  | Lars Lagerborg   |
| 74 kg     | Bisolt Detsiyev     | Jaroslav Zeman  | János Takács     |
| 82 kg     | Michail Mamijašvili | Tibor Komáromi  | Timo Niemi       |
| 90 kg     | Ivailo Yordanov     | Sándor Major    | Pavel Potapov    |
| 100 kg    | Anatolij Fedorenko  | Jožef Tertelj   | Gerhard Himmel   |
| 130 kg    | Alexandr Karelin    | Krasimir Radoev | Tomas Johansson  |